# Battaglia dell'Aniene
La battaglia dell'Aniene o battaglia dell'Anio fu combattuta circa nell'anno 360 a.C., nei pressi del ponte sull'omonimo fiume, e vide l'esercito romano, guidato da Tito Manlio Torquato Imperioso, contrapporsi vittoriosamente a un esercito di Galli.

## Contesto
La battaglia si inserisce in una duratura serie di scontri tra Celti e la Repubblica romana, iniziati qualche decennio prima, al principio del IV secolo a.C., con il famoso sacco celtico di Roma. 